# Pascal Bejui
Pascal Bejui, né le 20 novembre 1953 dans le 6e arrondissement de Lyon et mort le 24 septembre 2023 à Oyonnax, est un expert français des chemins de fer, ferroviphile, écrivain, cadreur, reporter et éditeur.

## Biographie
Pascal René Claude Bejui naît le 20 novembre 1953 dans le 6earrondissement de Lyon, en France. Il est le petit-fils d’un mécanicien de la Compagnie des chemins de fer Bône-Guelma. Plus tard, il s'installe à La Roche-Blanche. Durant son enfance, il développe un intérêt pour les trains à vapeur qui parcourent la ligne de chemin de fer devant l'appartement de ses grands-parents à Antibes.
Il commence sa carrière en tant que caméraman à Télé Monte-Carlo. Par la suite, il crée La Régordane, une maison d'édition dans laquelle il publie ses propres ouvrages. Il s'immerge dans l'audiovisuel en publiant des cassettes VHS puis des DVD du magazine Média Train, ainsi que plusieurs films mettant en valeur les chemins de fer.
Il se tourne ensuite vers la presse, étant à la fois l'initiateur de la revue Objectif Rail et le rédacteur en chef et maquettiste de la revue Le Train Nostalgie jusqu'à sa mort.
En 2019, il fait un don des rushes de ses vidéos à la Fédération des amis des chemins de fer secondaires (FACS).
Pascal Bejui décède le 24 septembre 2023, à l'âge de 69 ans, emporté par une maladie contre laquelle il se battait depuis plusieurs mois,.

## Publications

### Livres
- José Banaudo et Pascal Bejui. Evviva Nissa Coni ! La remise en service de la ligne du Col de Tende. Les Editions du Cabri, Menton, 1980.
- Pascal Bejui et René Courant, Les trolleybus français, Presses et éditions ferroviaires, 1985, 157 p. (ISBN 978-2905447012, lire en ligne)
- Pascal Bejui, Trains de montagne, Presses et éditions Ferroviaires, 1er janvier 1985, 191 p. (ISBN 2905447001)
- Pascal Bejui, Histoire du Rail : TransCévenol, La Régordane, 1991 (ISBN 9782906984110, lire en ligne)
- Pascal Bejui, Les Chemins de Fer de la France d'Outre-mer, vol. 2 : L'Afrique du Nord, le transsaharien, La Régordane, 1992 (lire en ligne)
- Pascal Bejui et Dominique Bejui, Exploits et fantasmes transsahariens, La Régordane, 1994, 176 p. (ISBN 9782906984196, lire en ligne)
- Olivier Bachet, Raoul Balso, Pascal Bejui. Le patrimoine de la SNCF et des chemins de fer français. Flohic, Paris, 1999  (ISBN 9782842340698)
- Pascal Bejui, Les Chemins de Fer de la Corse, La Régordane, 2001, 175 p. (ISBN 9782906984394)
- Pascal Bejui et Marc Giraud, Paul Séjourné, génie des grands viaducs, La Régordane, 2010, 208 p. (ISBN 9782906984899)
- Pascal Bejui, Vincent Piotti et Christophe Etievant, Le réseau du Vivarais au temps des CFD, La Régordane, 2011 (ISBN 2906984914)
- Pascal Bejui, Vivarais, Velay: Les trains du renouveau, La Régordane, 15 octobre 2011, 208 p. (ISBN 978-2906984943)
- Pascal Bejui, Crémaillères à la française, La Régordane, 15 mai 2012, 176 p. (ISBN 978-2906984950)[3]

### Films
- Jacques Chaussard et Pascal Bejui. Aubrac express. La Régordane, Chanac, 1996.